# Corpo minore
Un corpo minore del sistema solare è generalmente un corpo celeste di secondaria rilevanza rispetto ai più notevoli pianeti, pianeti nani, o il Sole stesso. Il concetto di corpo minore si applica solo agli oggetti in orbita attorno al Sole, e non ai satelliti dei pianeti.
A questa categoria di oggetti celesti appartengono principalmente le comete, gli asteroidi, gli oggetti transnettuniani e altri piccoli oggetti come i meteoroidi.

## Definizione
I corpi minori sono generalmente oggetti di piccola massa, distinti dai pianeti maggiori, ma in alcuni casi la classificazione è problematica, in quanto non esiste una linea di separazione netta fra le differenze dei corpi del sistema solare. La stessa definizione di pianeta è stata messa in crisi con la scoperta degli oggetti più grandi della fascia di Edgeworth-Kuiper, che ha portato alla riclassificazione di alcuni corpi del sistema solare, tra cui Plutone, a pianeta nano. Si è anche discusso se Plutone non fosse una cometa gigante.

## Ricerche
I corpi minori sono considerati particolarmente importanti per la comprensione della formazione ed evoluzione del sistema solare. Infatti è probabile che rappresentino i resti della primordiale materia proto-planetaria indifferenziata. 
Ulteriore interesse nello studio di questi corpi riguarda l'eventualità di un impatto con la Terra, poiché le loro orbite, in alcuni casi, li portano ad avvicinarsi pericolosamente al nostro pianeta. I corpi minori del sistema solare con questa caratteristica sono indicati con la sigla NEO, near-Earth object o, nel caso specifico degli asteroidi, NEA. Uno studio accurato delle caratteristiche di questi corpi celesti perciò è importante anche per poter progettare le contromisure più adatte in caso di pericolo.

### Missioni passate
Alcune sonde hanno visitato comete e asteroidi:
- La sonda Giotto incontrò la cometa di Halley il 13 marzo 1986, insieme alle sonde Vega 1 e 2, Suisei, Sakigake e la sonda ISEE-3/ICE, che aveva già studiato la coda della cometa 21P/Giacobini-Zinner nel 1985.
- La sonda Galileo incontrò l'asteroide 951 Gaspra nel 1991, inoltre scoprì una luna attorno 243 Ida, che venne chiamata Dactyl. Nel 1994 ebbe la coincidenza di osservare l'impatto della cometa Shoemaker-Levy 9 su Giove.
- La sonda NEAR Shoemaker incontrò 253 Mathilde il 27 giugno 1997. In seguito divenne la prima sonda ad entrare in orbita intorno ad un asteroide (433 Eros) il 14 febbraio 2000, giocando con la data di san Valentino e il nome dell'asteroide. Un anno dopo, il 12 febbraio 2001, atterrò sull'asteroide[4].
- La sonda Deep Space 1 incontrò l'asteroide 9969 Braille nel luglio 1999 e la cometa Borrelly nel settembre 2001.
- La sonda Stardust ha raccolto campioni di 81P/Wild nel gennaio 2004 ed ha effettuato due fly-by dell'asteroide 5535 Annefrank (novembre 2002) e della cometa 9P/Tempel (febbraio 2011).
- La sonda Deep Impact sorvolò il nucleo della cometa Tempel il 4 luglio 2005 e sganciò un proiettile, che produsse un cratere e una "nuvola" di ghiaccio e polveri, mostrando i materiali sotto la superficie. Nella sua missione estesa, denominata EPOXI, ha raggiunto nel novembre del 2010 la Cometa Hartley 2.
- La missione Rosetta, lanciata nel 2004 si è occupata dello studio delle comete e degli asteroidi e ha incontrato la cometa 67P/Churyumov-Gerasimenko il 12 novembre 2014, dopo aver sorvolato gli asteroidi 2867 Šteins (5 settembre 2008) e 21 Lutetia (10 luglio 2010).
- La missione Hayabusa, dell'agenzia spaziale giapponese JAXA ha raccolto campioni dell'asteroide 25143 Itokawa.
- La missione Dawn, che è stata lanciata il 27 settembre 2007, ha raggiunto l'asteroide 4 Vesta nel luglio 2011 e il pianeta nano Cerere nel marzo 2015.
- La sonda cinese Chang'e 2 ha effettuato un sorvolo dell'asteroide NEO 4179 Toutatis.
- La missione New Horizons nel suo viaggio verso Plutone ha visitato 486958 Arrokoth, il corpo minore più lontano mai visitato dall'uomo.
- La missione Double Asteroid Redirection Test (DART) ha effettuato il primo test di impattatore cinetico, schiantandosi sul satellite dell'asteroide binario 65803 Didymos, Dimorphos. La missione italiana LICIACube ha effettuato un sorvolo del satellite Dimorphos, riuscendo a caratterizzare anche la plume di detriti scaturiti dall'impatto.

### Missioni in corso
- La missione della JAXA Hayabusa 2, dopo aver raccolto campioni del NEO 162173 Ryugu, si sta dirigendo con la sua missione estesa verso l'asteroide 98943 2001 CC21 e 1998 KY26.
- La missione della NASA OSIRIS-REx, dopo aver raccolto campioni del NEO 101955 Bennu, si sta dirigendo con la sua missione estesa verso l'asteroide 99942 Apophis.